# 温宿镇
温宿镇，是中华人民共和国新疆维吾尔自治区阿克苏地区温宿县下辖的一个乡镇级行政单位。

## 历史
2012年6月，新疆温宿县遭受暴风袭击，县民政局表示，连日来的持续强降雨，导致温宿县10个乡镇场大面积农作物受损，其中约3500亩棉田被冲，基本绝收。
2020年，温宿县斥资5319万新建6处生态停车场。

## 行政区划
温宿镇下辖以下地区：
仓阿勒迪社区、买拍哈纳社区、艾西曼布拉克社区、代普散社区、库木代尔瓦扎社区、柯克牙社区、沿格博依村、艾肯博依村和托甫汗村。